# Алберто Супичи
Алберто Хорасио Супичи (Колонија дел Сакраменто, 20. новембар 1898 — Монтевидео, 21. јун 1981) био је уругвајски фудбалер и тренер који је освојио први Светски куп у фудбалу. Био је део уругвајског тима на СП 1930. Супичи је познат као El Profesor (Професор). Његов рођак је био професионални возач Хектор Супичи Седес.

## Биографија
Дана 22. априла 1917. Супичи је основао фудбалски клуб Плаза Колонија у Колонији дел Сакраменто, свом родном граду. Домаћи терен клуба са 12 000 места назван је Стадион Професор Алберто Супичи у његову част.
Као технички директор Уругваја, Супичи је довео Уругвај до трећег места на Јужноамеричком првенству 1929, претечи модерне Копа Америке.
На првом Светском купу, у матичној држави Уругвају, Супичи је из националног тима испустио голмана Андреса Мазалија, који је освојио златну медаљу у олимпијском финалу 1928. године, након што је ухваћен како крши полицијски час и није успео да стигне у хотел екипе на време у Монтевидеу пре турнира. Супичи је водио своју репрезентацију до победе у финалу над Аргентином на Сентенарију у Монтевидеу: наступио је преокрет у другом полувремену и од 2 : 1 дошло је до 4 : 2 пред 93 000 људи. Он је најмлађи селектор који је икада освојио Светски куп, са само 31 годином.